# Takuya Sugai
Takuya Sugai (菅井 拓也 Sugai Takuya?, nacido el 2 de agosto de 1991 en Miyagi) es un futbolista japonés que se desempeña como centrocampista.

## Trayectoria

### Clubes
| Club               | País  | Año         |
| ------------------ | ----- | ----------- |
| Vanraure Hachinohe | Japón | 2014 - 2016 |
| Azul Claro Numazu  | Japón | 2017 -      |

## Estadística de carrera

### J. League
| Club              | Año   | J. League | J. League | Copa J. League | Copa J. League | Total | Total |
| Club              | Año   | Part.     | Goles     | Part.          | Goles          | Part. | Goles |
| ----------------- | ----- | --------- | --------- | -------------- | -------------- | ----- | ----- |
| Azul Claro Numazu | 2017  | 25        | 1         | -              | -              | 25    | 1     |
| Total             | Total | 25        | 1         | 0              | 0              | 25    | 1     |